# Eupithecia dissobapta
Eupithecia dissobapta là một loài bướm đêm trong họ Geometridae.